# Cynometra webberi
Cynometra webberi es una especie de leguminosa, familia de las fabáceas. Es originaria de Kenia y Tanzania.

## Descripción
Es un árbol de hoja perenne que alcanza un tamaño de 4,5-18 m de altura, con la corona espesa y la base del tronco reforzada.

## Ecología
See encuentra en el bosque seco de hoja perenne, bosque perennifolio y bosque caducifolio con Brachystegia, desde cerca del nivel del mar hasta ± 150 metros.

## Taxonomía
Cynometra webberi fue descrita por Edmund Gilbert Baker y publicado en Journal of Botany, British and Foreign 67: 196.